# Eusirus longipes
Eusirus longipes är en kräftdjursart som beskrevs av Boeck 1861. Eusirus longipes ingår i släktet Eusirus och familjen Eusiridae. Arten är reproducerande i Sverige. Inga underarter finns listade i Catalogue of Life.